# Чонмё
Чонмё — конфуцианское святилище в Сеуле в честь умерших ванов (королей) корейской династии Чосон и их жён. В святилище хранятся поминальные деревянные таблички с именами усопших. Аналогичные святилища были и в других странах Восточной Азии, прежде всего в Китае (см. императорское святилище Таймяо в Пекине), но также и в древней Корее, однако, по данным ЮНЕСКО, Чонмё — древнейшее из сохранившихся королевских святилищ, в котором ритуалы поклонения предкам по-прежнему проводятся. В 1995 году Чонмё было включено ЮНЕСКО в список Всемирного наследия.
Святилище было построено в 1394 году по приказу основателя государства Чосон вана Тхэджо и было на тот момент одним из самых длинных зданий в Азии. В главном зале, Чонджоне, было семь комнат, каждая из которых предназначалась для поминальных табличек в честь вана и его жены. Комплекс был расширен ваном Седжоном, который построил зал Йоннёнджон (Зал вечного покоя). После этого многие ваны расширяли святилище. Однако во время Имджинской войны Чонмё было разрушено, а новое, сохранившееся до наших дней, было построено в 1601 году. Сейчас в Чонджоне 19 помещений для поминальных обрядов, а в Йоннёнджоне — 16. В них хранятся, соответственно, 49 и 34 таблички в честь представителей корейской королевской династии. Убранство помещений довольно аскетично.
Сегодня зал Чонджон входит в список Национальных сокровищ страны под номером 227, являясь самым длинным из древнекорейских сооружений.
Южные ворота предназначались для входа и выхода духов предков, восточные ворота — для ванов, а исполнители ритуалов входили и выходили через западные ворота.

## Галерея

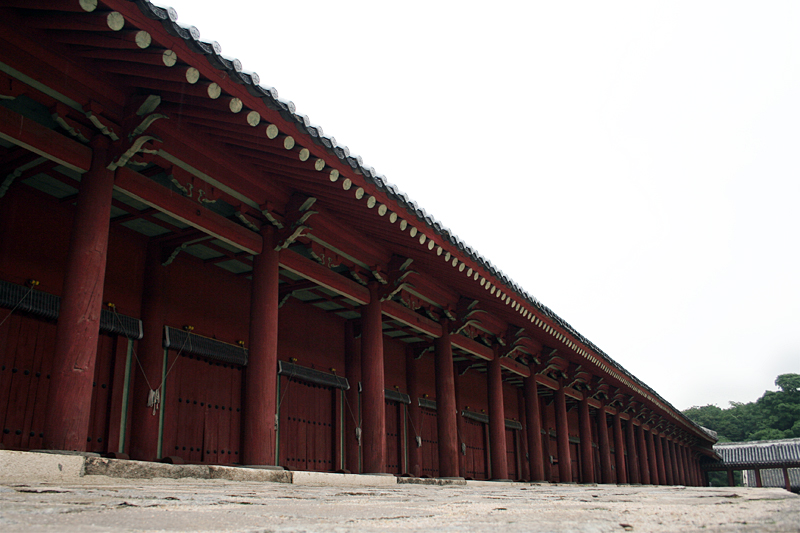
Главный зал, Чонджон.
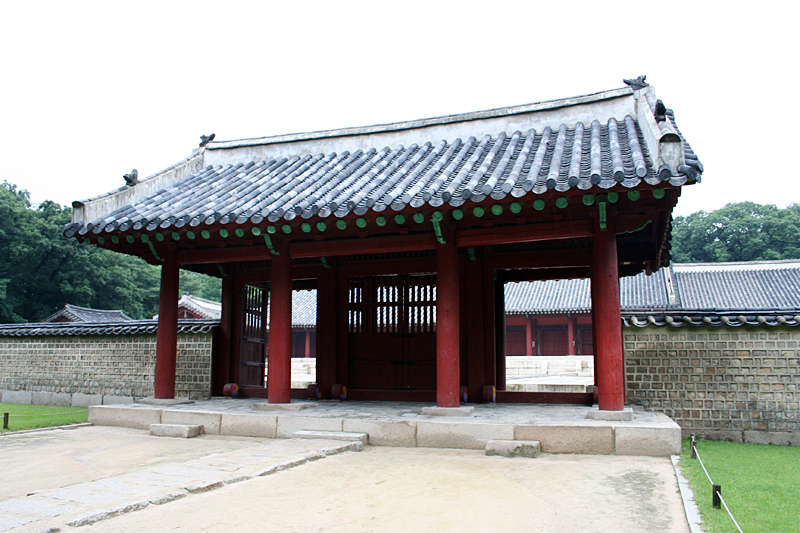
Главные ворота зала Йоннёнджон.
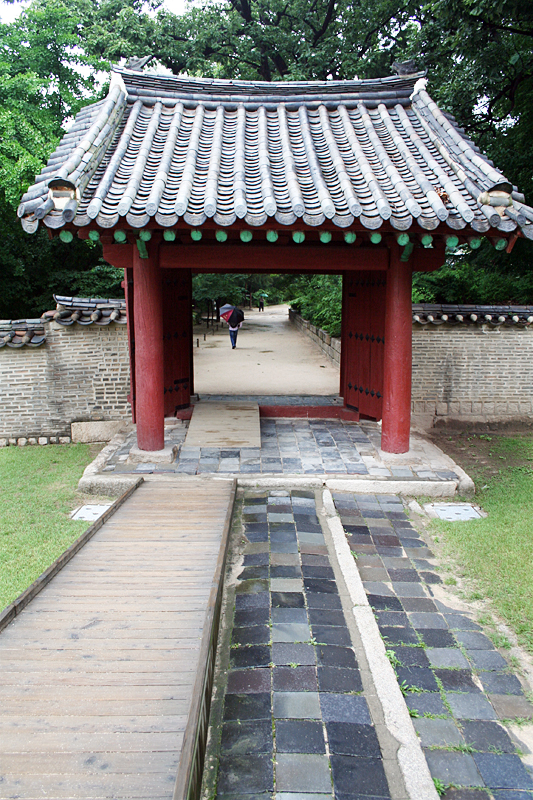
Боковые ворота.